# Jaz (otok)
Koordinati:   43°32′37″N, 15°56′03″E
Jaz je majhen nenaseljen otoček v srednij Dalmaciji.
Otoček leži ob obali med krajema Primošten na severu in Rogoznico na jugu. Površina otočka meri 0,137 km², dolžina obalnega pasu je 2,07 km. Najvišji vrh je visok 40 mnm